# Distretto di Mamit
Il distretto di Mamit è un distretto del Mizoram, in India, di 62 313 abitanti. Il capoluogo è Mamit.